# 雷梅泰亞鄉 (比霍爾縣)
46°44′N 22°22′E / 46.733°N 22.367°E
雷梅泰亞鄉（羅馬尼亞語：Comuna Remetea, Bihor），是羅馬尼亞的鄉份，位於該國西北部，由比霍爾縣負責管轄，面積68平方公里，海拔高度201米，2007年人口3,011，人口密度每平方公里44人。